# Зарічне (Рівненський район)
Зарі́чне (до 1940-х років — Пруски) — село в Україні, у Рівненському районі Рівненської області, орган місцевого самоврядування — Бугринська сільська рада. Населення становить 384 особи (станом на 2001 рік). Село розташоване на південному заході колишнього Гощанського району, за 7,5 кілометра від Гощі.

## Географія
Село розташоване на лівому березі річки Горинь. Лежить за 7,5 км на південний захід від колишнього районного центру, фізична відстань до Києва — 261,9 км.

## Історія
Перша згадка у 1466 році, як володіння Івашки Пруського 
У 1906 році село Пруски Бугринської волості Острозького повіту Волинської губернії. Відстань від повітового міста 26 верст, від волості 0,5. Дворів 76, мешканців 445.

## Населення
Станом на 1989 рік у селі проживали 461 особа, серед них — 212 чоловіків і 249 жінок.
За даними перепису населення 2001 року у селі проживали 384 особи. Рідною мовою назвали:
| Мова       | Кількість осіб | Відсоток |
| ---------- | -------------- | -------- |
| українська | 380            | 98,96 %  |
| російська  | 3              | 0,78 %   |
| інші       | 1              | 0,26 %   |

## Відомі особи
- Євтух Володимир Борисович (14.VII.1948) - дослідник історії країн Західної Європи та Північної Америки, доктор історичних наук (1989), член-кореспондент НАН України (1992).
- Когут Сергій Олександрович (1991—2023) — український військовик, учасник російсько-української війни[9]